# Єлагін Іван Венедиктович
Іван Венедиктович Єлагін (справжнє прізвище Матвєєв; 1 грудня 1918, Владивосток, Росія — 8 лютого 1987, Піттсбург, Пенсільванія, США) — російський поет і перекладач другої хвилі еміграції.

## Біографія
Іван Матвєєв (це ім'я до кінця його життя буде фігурувати у всіх документах) був сином відомого поета-футуриста Венедикта Марта і онуком видного владивостоцького краєзнавця, поета і перекладача-японіста Миколи Петровича Матвєєва, відомого під псевдонімом Микола Амурський. Матір'ю майбутнього поета була лікар Серафима Лесохіна, єврейка за походженням, з рабинського роду. Єлагін припадав двоюрідним братом поетесі Новелі Матвєєвої, дочки його дядька Миколи Миколайовича Матвєєва. При народженні отримав ім'я Зангвільд, проте згодом від нього залишилося тільки прізвисько «Залік». 
У 1919 році Сіма Лесохіна потрапила в психіатричну лікарню Петрограда, де залишалася до кінця життя, померла під час блокади; дитина була вивезена батьком з Владивостока в Харбін.
У 1923 році сім'я повернулася в СРСР, в 1928 році Венедикт Март за ресторанну бійку отримав три роки заслання в Саратов без права повернення до Москви, а майбутній поет Єлагін на деякий час опинився серед безпритульників.
Іван-Зангвільд після середньої школи вступив до Київського медичного інституту, закінчив 3 курси. Там же в 1937 році він одружився з молодою поетесою Ольгою Штейнберг, відомою під псевдонімом Анстей.
У 1937 році після повторного арешту (12 червня) Венедикт Март був розстріляний (16 жовтня) в Києві за звинуваченням у шпигунстві на користь Японії. 
У 1940 році Іван їздив до Ленінграда, щоб отримати напуття від Анни Ахматової. Цій короткій зустрічі поет пізніше присвятив вірш «Я ніколи не вірив...» (рос. Я никогда не верил...) і поему «Пам'ять». Першою публікацією Івана Матвєєва (січень 1941) став авторизований переклад вірша Максима Рильського «Концерт».
У роки Великої Вітчизняної війни продовжував жити в Києві разом з дружиною. Працював на швидкій допомозі, вивозив поранених з передмість до лікарень. В першу зиму (1941—1942) німці відкрили два вузи — медичний інститут і консерваторію. Єлагін став відвідувати заняття в медичному і чергувати в лікарні — ймовірно, в акушерському відділенні. 
У 1943 Іван разом з дружиною покинув Київ і через Німеччину перейшов в американську зону окупації.
Перебував разом з дружиною в таборах DP (Displaced Person — переміщена особа). Потім оселився в Мюнхені. З 1950 року жив у США.
Працював на радіостанції «Свобода». Одночасно навчався в Колумбійському університеті, потім в Нью-Йоркському університеті. Викладав у коледжі Міддлбері (Вермонт).
Переклад епічної поеми Стівена Вінсента Бене «Тіло Джона Брауна» приніс Єлагіну в 1969 році ступінь доктора в Нью-Йоркському університеті, а в 1970 році він захистив дисертацію і став професором Піттсбурзького університету, де викладав російську літературу.
Вірші Єлагіна публікувалися майже в кожному номері «Нового журналу» з 1961 по 1987 рік, а також в альманасі «Перехрестя» (пізніше «Зустрічі»); його переклади з американської поезії друкувалися в кожному номері журналу «Діалог — США» до 1988, зрідка в журналі «Америка». Від виданої в 1959 книги «Політичні фейлетони у віршах» поет пізніше відмовлявся як від «замовний».
31 грудня 1971 Елагін разом з сім'єю потрапив в автокатастрофу по дорозі з Чикаго. В аварії всі залишилися живі, але Єлагін більше місяця провів у лікарні. Цій події він присвятив вірш «Наплив», в якому звучать ключові для розуміння його творчості слова: «в часі, а не в просторі» (рос. «во времени, а не в пространстве»).
Помер від раку підшлункової залози. За свідченнями знали поета людей, він мужньо переносив смертельну недугу, а коли хвороба була діагностована, наполягав, щоб діагноз від нього не приховували.

## Цікаві факти
Є прототипом Серафима Аллілуєва в романі Г.Климова «Ім'я моє легіон». 

## Сім'я
З Ольгою Анстей у Єлагіна було дві дочки — Інна (8 жовтня 1943 — 11 січня 1944) і Олена (нар. 8 січня 1945 в Берліні, хрещена там же 2 лютого).
У 1950, по приїзді в США, Ольга Анстей пішла від Єлагіна до іншої людини. Єлагін одружився вдруге 19 квітня 1958 на Ірині Даннгейзер, в цьому шлюбі у нього народився син Сергій (1967).